# Марко Ивановић (глумац)
Марко Ивановић (мкд. Марко Ивановиќ; Скопље, 30. август 1990) српски и македонски је глумац.

## Биографија
Марко Ивановић рођен је у Скопљу, 30. августа 1990. године. Као тинејџер, уписује глуму у Драмском студију Сцена (2005/06) у Шапцу
Своју прву професионалну улогу остварио је у Шабачком позоришту, представом Тражим помиловање лирска дискусија с Душановим закоником (1964) улогом војника, а затим неколико месеци касније и прву телевизијску улогу у серији Гле неко звони, где је тумачио лик Иље, која се емитовала на регионалној телевизији Шабац.
Играо је у неколико представа Шабачког позоришта неки од њих су: представа Млади Стаљин у режији Небојше Брадића, представи Хајдуци у улози Мите трте у режији Владимира Милојевића, затим и у представи Гњида, Иво Брешан, у режији Снежане Удицки у улози Шишка, представа Ревизор за југоисток у улози Тозе, режија Марко Торлаковић итд.
Дипломирао је глуму на Академији уметности на Слобомир П Универзитету у Бијељини у класи професора Дејана Цицмиловића, монодрамом Дневник једног лудака Н. В. Гогоља.
Глумио је у ТВ серији Ургентни центар 3 лик Кајматовића, а радио је и на пројектима Клан 3, филм Олуја у режији Милоша Радуновића, ТВ серија Династија која се емитује на ТВ Пинк, Државни службеник 3, Друг Марко у улози Светозара Вујковића Тозе,  Авионџије, филм Недеља.

Добитник је награде Златни венац града Шапца на фестивалу позоришних представа у Шапцу.
Оснивач је УГ Аудиториум Продукција.

## Филмографија
| Год.   | Назив                                | Улога                  |                     |
| ------ | ------------------------------------ | ---------------------- | ------------------- |
| 2000-е |                                      |                        |                     |
| 2005.  | Гле неко звони                       | Иља                    | телевизијска серија |
| 2009.  | Сељаци                               | селф                   | телевизијска серија |
| 2010-е |                                      |                        |                     |
| 2011.  | Сеоске приче                         | капетан Орловић        | телевизијска серија |
| 2012.  | Девојка из града                     | Јаблан                 | филм                |
| 2012.  | Вида Јоцић испод Вела Историје 48965 | војник                 | филм                |
| 2015.  | Време смрти                          | Ђорђе Катић            | телевизијска серија |
| 2015.  | Време смрти'                         | Ђорђе Катић            | филм                |
| 2015.  | Бићемо прваци света                  | новинар                | телевизијска серија |
| 2015.  | Бићемо прваци света                  | новинар                | филм                |
| 2018.  | Успавана лепотица                    | слуга                  | дечији филм         |
| 2020-е |                                      |                        |                     |
| 2021.  | Ургентни центар                      | господин Кајматовић    | телевизијска серија |
| 2021.  | Династија                            | менаџер хотела         | телевизијска серија |
| 2022.  | Државни службеник                    | инспектор              | телевизијска серија |
| 2022.  | Клан                                 | инспектор Радибратовић | телевизијска серија |
| 2022.  | Све на длану                         | Полицајац Мирко        | телевизијска серија |
| 2022.  | Авионџије                            | Ђорђе                  | телевизијска серија |
| 2022.  | Ургентни центар                      | Марко Дедић            | телевизијска серија |
| 2023.  | Немирни                              | Иван                   | телевизијска серија |
| 2023.  | Олуја                                | хрватски војник        | филм                |
| 2023.  | Друг Марко                           | Светозар Вујковић-Тоза | документарни филм   |
| 2024.  | Недеља                               | Комшија                | филм                |

## Спољашне везе
- Марко Ивановић na sajtu  (jezik: engleski)
- Марко Ивановић Zvanični veb-sajt
- „Марко Ивановић, трансформација карактера и остваривање снова кроз глумачке улоге”. lipsandheels.